# 宝塚歌劇団78期生
宝塚歌劇団78期生（たからづかかげきだん-きせい）は、1990年に宝塚音楽学校に入学、1992年、宝塚歌劇団に入団し、雪組公演『この恋は雲の涯まで』で初舞台を踏んだ40人を指す。

## 概要
主な生徒には、トップ経験者に瀬奈じゅん、貴城けい、大空祐飛、檀れい、その他には月組娘役として活躍した千紘れいか、星組男役スターとして活躍した夢輝のあ、音羽椋らがいる。
2012年7月1日の大空の退団をもって、全員が退団。

## 一覧[1]
| 芸名       | 読み仮名        | 誕生日   | 出身地             | 出身校                     | 芸名の由来                            | 愛称                               | 役柄 | 退団年 | 備考 |
| ---------- | --------------- | -------- | ------------------ | -------------------------- | ------------------------------------- | ---------------------------------- | ---- | ------ | --- |
| 眉月凰     | まゆづき こう   | 9月4日   | 岡山県岡山市       | 岡山県立岡山城東高等学校   | 知人と家族で考案 誕生月に因む         | ともよ ともよん                    | 男役 | 2011年 | |
| 千紘れいか | ちひろ れいか   | 9月30日  | 東京都国分寺市     | 明星高等学校               | 家族で考案                            | あつ あつこ あっちゃん             | 男役 | 2000年 | 後に娘役に転向 |
| 渓なつき   | けい なつき     | 1月16日  | 東京都東久留米市   | 自由の森学園               | 家族で考案                            | ゆきえちゃん                       | 娘役 | 1995年 | 後に男役に転向後、再び娘役に転向                                                                                            |
| 華路ゆうき | かじ ゆうき     | 6月7日   | 長野県更埴市       | 長野県篠ノ井高等学校       | 尊師が命名                            | とんち ともちゃん                  | 男役 | 2000年 | |
| 華月あや   | はなづき あや   | 2月11日  | 神奈川県平塚市     | 神奈川県立二宮高等学校     | 家族で考案                            | あやか                             | 男役 | 1996年 | |
| 夏風りお   | なつかぜ りお   | 12月6日  | 東京都小平市       | 目白学園高等学校           | 南米の地名                            | みみ りえ りお                     | 男役 | 2000年 | |
| 苑宮令奈   | そのみや れいな | 6月17日  | 神奈川県横浜市     | 横浜共立学園               | 家族で考案                            | のん おとわ のりこ なす            | 娘役 | 1999年 | 母は雪城ちづる |
| 彩苑ゆき   | あやぞの ゆき   | 5月20日  | 神奈川県横浜市     | 神奈川県立横浜翠嵐高等学校 | 家族で考案                            | ゆっちゃん ゆっち                  | 娘役 | 2009年 | |
| 音羽椋     | おとわ りょう   | 8月11日  | 神奈川県茅ヶ崎市   | 神奈川県立茅ヶ崎高等学校   | 自分で考案 本名に因む                 | おとこ                             | 男役 | 2000年 | |
| 麻田こう   | あさだ こう     | 4月20日  | 兵庫県宝塚市       | 聖母被昇天学院高等学校     | 尊敬する人が命名                      | まや                               | 男役 | 1996年 | 母は朱麗華 |
| 美夜寿安里 | みやす あり     | 3月17日  | 兵庫県神戸市東灘区 | 神戸海星女子学院高等学校   | 家族で考案 古事記より祖父が考案       | えり ビブラ ビブ                   | 男役 | 1995年 | 後に娘役に転向 |
| 穂高ゆう   | ほだか ゆう     | 3月22日  | 福岡県浮羽郡       | 福岡県立朝倉高等学校       | 家族で考案                            | ごんちゃん ごんごん                | 男役 | 1998年 | |
| 綾奈舞     | あやな まい     | 3月24日  | 京都府京都市       | 帝塚山学園                 | 家族で考案                            | ヒサエ                             | 娘役 | 1997年 | 親戚には夢華あみ 朝日放送「探偵!ナイトスクープ」の 「20年以上、見下し続ける姉に勝ちたい！」 （2013年11月22日放送分)に出演。 |
| 夢輝のあ   | ゆめき のあ     | 3月23日  | 北海道室蘭市       | 北海道立室蘭栄高等学校     | 家族で考案                            | ねったん                           | 男役 | 2003年 | |
| 貴城けい   | たかしろ けい   | 5月22日  | 東京都世田谷区     | 聖ドミニコ学園中学校       | 家族で考案 姉の芸名                   | かしげ かし りえ                   | 男役 | 2007年 | 姉は都々城あい |
| 瀬奈じゅん | せな じゅん     | 4月1日   | 東京都杉並区       | 東京文化高等学校           | 父が命名 アイルトン・セナ、有明淳より | あさこ                             | 男役 | 2009年 | |
| 真於夏希   | まお なつき     | 12月1日  | 京都府京都市伏見区 | 家政学園                   | 知人が命名                            | なつき なっちゃん なつきちゃん     | 娘役 | 1997年 | |
| 紫蘭ますみ | しらん ますみ   | 3月25日  | 大阪府大阪市       | 城星学園高等学校           | 尊敬する人が命名                      | ますみ                             | 男役 | 2009年 | |
| 司祐輝     | つかさ ゆうき   | 11月15日 | 東京都杉並区       | 東京文化高等学校           | 恩師に相談して                        | みほ つかさ                        | 男役 | 2000年 | |
| 羽純るい   | はずみ るい     | 11月19日 | 東京都世田谷区     | 東京文化高等学校           | 恩師が命名                            | にゃん                             | 娘役 | 2000年 | |
| 紫月光     | しづき こう     | 7月2日   | 奈良県奈良市       | 金蘭会学園高等学校         | 尊敬する人が命名                      | くみぃ くみよ こしょう             | 男役 | 1998年 | |
| 奈々まりか | なな まりか     | 4月17日  | 京都府長岡京市     | 平安女学院高等学校         | 両親と考案                            | まりか のっくちゃん                | 娘役 | 2000年 | |
| 赤坂実樹   | あかさか みき   | 5月18日  | 東京都世田谷区     | 山脇学園                   | 家族で考案                            | みい みいちゃん                    | 男役 | 1997年 | |
| 夕奈あき   | ゆうな あき     | 9月5日   | 兵庫県西宮市       | 武庫川学院                 | 家族で考案                            | アッコ ゆな                        | 娘役 | 1995年 | 父は元毎日放送アナウンサーの野村啓司                                                                                        |
| 安野凌     | あんの りょう   | 2月13日  | 東京都大田区       | 森村学園                   | 絵画「受胎告知」より 姉が命名         | けい                               | 男役 | 1993年 | |
| 花吹まい   | はなぶき まい   | 9月15日  | 神奈川県横須賀市   | 神奈川県立追浜高等学校     | 尊敬する人に相談                      | まりこ まあちゃん                  | 娘役 | 1997年 | |
| 裕三佳     | ひろ みよし     | 3月24日  | 東京都目黒区       | トキワ松学園高等学校       | 本名より 尊敬する人が選定             | もり もりもり みよし               | 男役 | 1995年 | |
| 大空祐飛   | おおぞら ゆうひ | 6月22日  | 東京都世田谷区     | 田園調布雙葉中学校         | 父が命名                              | ようこ ユウヒ                      | 男役 | 2012年 | |
| 大鷹つばさ | おおたか つばさ | 5月25日  | 東京都中野区       | 東京都立永福高等学校       | 尊師が命名                            | ゆんたん てらちゃん おーたかちゃん | 男役 | 1999年 | |
| 水穂野清香 | みずほの せいか | 12月1日  | 神奈川県相模原市   | 森村学園                   | 尊敬する人に相談して命名              | みか                               | 娘役 | 1996年 | |
| 歌花由美   | うたはな ゆみ   | 3月22日  | 兵庫県伊丹市       | 神戸山手女子学園           | 尊師が命名                            | ゆみ 子鹿                          | 娘役 | 2006年 | |
| 瞳里佳     | ひとみ りか     | 8月8日   | 和歌山県橋本市     | 橋本高等学校               | 尊師が命名                            | ファーファ                         | 娘役 | 1996年 | |
| 響まりあ   | ひびき まりあ   | 2月2日   | 東京都大田区       | 香蘭女学校                 | 尊敬する人の名前に因んで              | まいちゃん まりあ                  | 娘役 | 1996年 | |
| 海宝珠起   | かいほう たまき | 6月9日   | 神奈川県藤沢市     | 湘南学園                   | 海の宝である 真珠が輝くように         | たまき みちよ                      | 娘役 | 2002年 | |
| 夕貴真緒   | ゆうき まお     | 2月10日  | 兵庫県宝塚市       | 百合学院高等学校           | 尊敬する人が命名                      | まき                               | 男役 | 2001年 | |
| 遥奈りお   | はるな りお     | 9月17日  | 青森県八戸市       | 青森県立八戸東高等学校     | 自分で考案                            | りょうたん けいちょう              | 男役 | 1997年 | |
| 天乃悠華   | あまの ゆか     | 1月12日  | 東京都文京区       | 目黒学園                   | 米倉斉加年が命名                      | おじゃ                             | 男役 | 1996年 | |
| 公智香     | きみ ともか     | 8月28日  | 東京都新宿区       | 女子聖学院高等学校         | 尊師が命名                            | ともか まさき あっくん             | 男役 | 1995年 | |
| 花咲里香   | はなさき りか   | 6月9日   | 京都府京都市左京区 | ノートルダム女学院高等学校 | 尊敬する人が選定                      | りさちゃん りさっぴ                | 娘役 | 2000年 | |
| 檀れい     | だん れい       | 8月4日   | 兵庫県美方郡       | 浜坂高等学校               | 尊敬する人が命名 檀（まゆみ）         | だん まゆみ                        | 娘役 | 2005年 | |